# پیکومتر
پیکومتر (به انگلیسی: pm: picometre) یک واحد طول در سیستم متریک می‌باشد و برابر با ۱۲-۱۰ متر است. یک پیکومتر معادل ۱۰۰۰ فمتومتر یا ۱/۱۰۰۰ نانومتر است. از واحد پیکومتر معمولاً برای بیان قطر هستهٔ اتم یا فاصلهٔ الکترون تا هستهٔ اتم استفاده می‌شود. این واحد، بیشترین کاربرد را در زمین‌شناسی فیزیک و شیمی دارد.